# Coronel Bolognesi Fútbol Club
Coronel Bolognesi é um clube peruano de futebol, que joga na cidade de Tacna. Seu nome é em homenagem ao Coronel Francisco Bolognesi.

## História
O Club Deportivo Coronel Bolognesi tem como origem o Coronel Bolognesi que surgiu em 1929. Campeão da Copa Peru de 1976 e 2001 o time deixou de existir em 1992.
Em 1998, o time voltou com o nome de Coronel Bolognesi Futbol Club, porém jogando apenas nas categorias de base. Contudo, esse retorno foi um sucesso e acabou promovendo a volta do futebol profissional. Em 2007, o time terminou como vice-campeão peruano, conquistando o direito de disputar, pela primeira vez, a Copa Libertadores da América. Na Libertadores de 2008, ficou em último lugar no seu grupo, que ainda tinha o Flamengo, o Nacional do Uruguay e o Cienciano (também peruano). Sofreu o primeiro gol marcado pelo goleiro Bruno em sua carreira.

## Campanha na Copa Libertadores de 2008
Grupo 4
| Equipe            | Pts | J | V | E | D | GP | GC | SG |
| ----------------- | --- | - | - | - | - | -- | -- | -- |
| Flamengo          | 13  | 6 | 4 | 1 | 1 | 9  | 4  | +5 |
| Nacional          | 12  | 6 | 4 | 0 | 2 | 9  | 5  | -4 |
| Cienciano         | 7   | 6 | 2 | 1 | 3 | 5  | 9  | -4 |
| Coronel Bolognesi | 2   | 6 | 0 | 2 | 4 | 0  | 5  | -5 |

|                   | FLA | CNF | CBO | CIE |
| ----------------- | --- | --- | --- | --- |
| Flamengo          | –   | 2–0 | 2–0 | 2–1 |
| Nacional          | 3–0 | –   | 1–0 | 3–1 |
| Coronel Bolognesi | 0–0 | 0–1 | –   | 0–0 |
| Cienciano         | 0–3 | 2–1 | 1–0 | –   |

## Títulos

### Torneios nacionais
- Torneo Clausura (1): 2007.
- Copa Peru (2): 1976, 2001.

### Torneios regionais
- Torneo Interzonal (1): 1977, 1978.
- Campeonato Regional - Zona Sur (2): 1985, 1987.
- Liga Departamental de Tacna (13): 1966, 1967, 1970, 1971, 1972, 1973, 1974, 1996, 1997, 1998, 1999, 2000, 2013.
- Liga Provincial de Tacna (1): 2013
- Liga Distrital de Tacna (3): 2012, 2013, 2014